# Guantanamera
Guantanamera (pol. „dziewczyna z Guantánamo”, z hiszp. Guantanamera – przymiotnik rodz. żeńskiego od nazwy miejscowej Guantanamo; dosł. „guantanamska”, guajira Guantanamera – dosł. (biała) chłopka guantanamska) – jedna z najbardziej znanych piosenek z Kuby, często uznawana za najważniejszą pieśń patriotyczną wyspy. Utwór powstał najprawdopodobniej w lipcu 1929.

## Historia
Legenda głosi, że Garcia Fernandez wraz z grupą przyjaciół spędzał czas w rogu kubańskiej ulicy, przypatrując się przechodniom. Jego szczególną uwagę przykuła przechodząca obok dziewczyna, którą zaczął zaczepiać – ona zaś szorstko odpowiedziała na zaloty Garcii. Nie mogąc znieść reakcji kolegów, którzy jawnie drwili z jego miłosnego zawodu, następnego dnia usiadł przy pianinie i w towarzystwie swych przyjaciół napisał refren piosenki.

## Słowa
Poniższy tekst bazuje na poemacie José Martíego, aczkolwiek istnieje wiele różnych wersji piosenki.
| Wersja hiszpańska | Wersja polska |
| Yo soy un hombre sincero De donde crece la palma Y antes de morirme quiero Echar mis versos del alma Guantanamera, guajira Guantanamera             | Jestem prostym człowiekiem z krainy gdzie palmowe rosną drzewa, i póki nie nadejdzie mój kres Słowa te prosto z serca śpiewam   |
| Mi verso es de un verde claro Y de un carmín encendido Mi verso es un ciervo herido Que busca en el monte amparo Guantanamera, guajira Guantanamera | Moje słowa żarzą się czerwienią która jasno się zazielenia Moje słowa są niczym ranny jeleń, który pośród gór szuka schronienia |
| Cultivo una rosa blanca En julio como en enero Para el amigo sincero Que me da su mano franca Guantanamera, guajira Guantanamera                    | Doglądam białej róży letnimi dniami, zimowymi nocami, to dla ukochanego przyjaciela czekającego zawsze z otwartymi rękami       |
| Con los pobres de la tierra Quiero yo mi suerte echar El arroyo de la sierra Me complace más que el mar Guantanamera, guajira Guantanamera          | Chcę ze wszystkimi nieszczęsnymi Podzielić się odrobiną mądrości Z każdego górskiego strumyka czerpać całe morze radości        |

## Wykonawcy
Guantanamerę w różnych wersjach wykonywali m.in. Jose Feliciano, Leo Brouwer, Nana Muschuri (również po francusku), Joe Dassin, Muslim Magomajew, Demis Roussos, Julio Iglesias, Joan Baez, Biser Kirow, Peter Seeger, Robert Wyatt (jako Caimanera), Die Toten Hosen, Wyclef Jean (rmx), Tercet Egzotyczny, Pitbull natomiast polski wykonawca znany jako The Syntetic przedstawił jej parodię pt. Hłanta Namera.

## Wykorzystanie melodii w innych utworach
Magda Anioł wykorzystała melodię refrenu Guantanamery w swojej piosence Lolek o papieżu Janie Pawle II. Piosenka (również sam refren) pojawia się w spektaklu Jerzego Grotowskiego Apocalypsis cum figuris. Melodię piosenki wykorzystał też Dr. Huckenbush w utworze Boli mnie cewa. Holenderski zespół Candy wykonywał tę piosenkę pod tytułem Kon ik maar even. Została ona również wykorzystana przez grupę The Fugees. Piosenka pojawia się także w trzecim sezonie hiszpańskiego serialu „La casa de papel”. 

### Wykorzystanie w sporcie
Melodia refrenu Guantanamery bardzo często wykorzystywana jest ponadto w rymowanych przyśpiewkach kibiców sportowych (głównie piłkarskich). Po polsku ta wersja śpiewana jest najczęściej jako Polacy nic się nie stało.